# Станіслав Басай
Станіслав Басай (пол. Stanisław Basaj, псевдо: «Рись» пол. Ryś; нар. 24 листопада 1917, Поляни — пом. 25 березня 1945, Крилів) — воєнний злочинець, майор Батальйонів хлопських, активний учасник етнічних чисток проти українського населення Надсяння та Холмщини.

## Життєпис
Під час Польської кампанії, 1 вересня 1939 року, брав участь у бою під Мокрою. У січні 1940 року Басай «Рись» вступив до Спілки збройної боротьби. З осені 1940 року Басай переходить до Батальйонів хлопських. 
Навесні 1942 року Басай створив Спеціальний батальйон, виділений командуванням БХ для боротьби з українцями, який згодом став називатися 1-й Батальйон хлопський. З 1943 року Басай командир операційного підрозділу повітового командування у Грубешові. У 1943—1944 роках 1-й Батальйон хлопський під командуванням Басая «Рися» постійно базувася поблизу села Смолигів. 
У Томашівському повіті «спеціальний батальйон» Басая «Рися» уклав угоду із радянським загоном Шангіна про спільну боротьбу з німцями та українськими націоналістами.
У квітні 1944 року з Галичини та Волині прибули свіжі сили УПА. Станіслав Басай відвів свій батальйон за річку Гучва. Комендант Армії Крайової Грубешівського повіту визнавши цей вчинок Басая дезертирством, намагався притягнути його до військового суду.

## Злочини
22 жовтня 1943 року в селі Мірче банда Басая «Рися» вбила 26 українців та спалили 190 господарств, 27 жовтня 1943 року в Молодятичах убито 14 українців. 18 грудня 1943 року внаслідок нападу банди Станіслава Басая «Рися» на Пересоловичі загинули 18 українців. 24 грудня 1943 року в селі Модринь вбито 16 українців, усіх хто не встиг втекти від поляків. 
12 лютого 1944 року польські шовіністи з Батальйонів хлопських під командуванням Станіслава Басая «Рися» здійснили напад на село Верешин, де розстріляли весілля та вбили 12 українців, у тому числі 4 жінки і нареченого. 
У лютому 1944 року банда Басая «Рися» напала на село Малків де вбили 80 українців та спалила значну частину села. 20 березня 1944 повторно здійснили напад на село Верешин, вбили 35 українців та спалили село, у травні 1944 року вбили ще кількох українців. Загалом у селі Верешин від рук польських бандитів Басая «Рися» загинуло близько 110 мешканців-українців.
8 березня 1944 року в селі Пригоріле під керівництвом Станіслава Басая поляки спалили обійстя українців та вбили в селі тих, хто не встиг втекти. У березні 1944 року в Старому Селі банда Басая «Рися» вбила 28 українців.
Станіслав Басай був одним з організаторів та керівників так званого «Антиукраїнського наступу» — акції зі знищення місцевого українського населення польськими бойовиками. Так 10 березня 1944 року в різанині у Сагрині було вбито від 800 до 1240 українців. Цього ж дня польські банди під керівництвом Басая спалили село Шиховичі та вбили 137 місцевих мешканців-українців, у Турковичах вбито щонайменше 80 українців, 150 будинків були зруйновані, у селі Ласків вбили понад 330 українців.
Польські бандити з 1-го Батальйону хлопського Басая «Рися» постійно тероризували українське населення села Смолигів. У своїх спогадах О. Мартинюк з села Верешин пише, що у Смолигові Басай зігнав 70 місцевих мешканців-українців до стодоли та підпалив, врятувався лише один хлопець, всі інші згоріли живцем. Там же у Смолигові була криниця забита дитячими тілами. Через звірства Басая «Рися» 27 березня 1944 року, під час штурму села 5-им полком 14-тої гренадерської дивізії СС «Галичина» під командуванням підполковника Фроемерта, село було спалено, загинуло 200 поляків та 59 українців.

## Смерть
Розстріляний 25 березня 1945 року в селі Крилів гміни Мірча Грубешівського повіту Люблінського воєводства вояками зі куреня «Вовки» УПА під командуванням Мар'яна «Ягоди» Лукасевича.